# Mojotoro
Mojotoro ist eine Ortschaft im Departamento Chuquisaca im südamerikanischen Andenstaat Bolivien.

## Lage im Nahraum
Mojotoro ist zentraler Ort des Kanton Mojotoro im Municipio Sucre in der Provinz Oropeza. Die Ortschaft liegt auf einer Höhe von 1980 m an der Mündung des Quebrada Santa Cruz in den Río Chico, der flussabwärts nach weiteren 47 Kilometern in den bolivianischen Río Grande mündet.

## Geographie
Mojotoro liegt zwischen dem Altiplano und dem bolivianischen Tiefland im Höhenzug der bolivianischen Cordillera Central. Das Klima ist ein kühl-gemäßigtes Höhenklima mit typischem Tageszeitenklima, bei dem die Temperaturunterschiede im Tagesverlauf stärker schwanken als im Jahresverlauf.
Die Durchschnittstemperatur der Region liegt bei gut 17 °C (siehe Klimadiagramm Poroma) und schwankt im Jahresverlauf zwischen knapp 14 °C im Juli und 19 °C von November bis Januar. Der Jahresniederschlag beträgt gut 600 mm, wobei die monatlichen Niederschläge in der halbjährigen Trockenzeit von April bis Oktober bei unter 30 mm liegen, während im Südsommer von Dezember bis Februar Monatswerte zwischen 120 und 150 mm erreicht werden.

## Verkehrsnetz
Mojotoro liegt in einer Entfernung von 35 Straßenkilometern östlich von Sucre, der Hauptstadt des Departamentos.
Durch Sucre führt die Nationalstraße Ruta 5, die von der chilenischen Grenze im Westen über Uyuni und Potosí nach Sucre führt und weiter in östlicher Richtung über Mojotoro, Chaco und Chuqui Chuqui in das Tiefland von Santa Cruz, wo sie bei La Palizada auf die Ruta 7 trifft.
Bei der Ortschaft Chaco überquert die Ruta 5 den Río Pajcha, und eine von dort in nordöstlicher Richtung abzweigende Landstraße führt in die vierzehn Kilometer entfernte Ortschaft Pajcha.

## Bevölkerung
Die Einwohnerzahl der Ortschaft ist im vergangenen Jahrzehnt deutlich angestiegen:
| Jahr | Einwohner         | Quelle       |
| ---- | ----------------- | ------------ |
| 1992 | keine Detaildaten | Volkszählung |
| 2001 | 205               | Volkszählung |
| 2012 | 278               | Volkszählung |
| 2024 |                   | Volkszählung |

Die Region weist einen hohen Anteil an Quechua-Bevölkerung auf, trotz der hauptstädtischen Funktion des Municipios sprechen im Municipio Sucre immer noch 61,6 Prozent der Bevölkerung die Quechua-Sprache.